# Carl-Johan Stålhammar
Carl-Johan Stålhammar, född 6 mars 1978 i Malmslätt, är sedan den 14 september 2023 klubbdirektör och VD för Linköping Hockey Club. Han är uppväxt i Linköping men har under de senaste åren verkat som VD för flera olika bolag på Gotland, bland annat Wisby Strand, Coop Gotland och Gotlands Bryggeri. 2014 var han en av Sommarpratarna på P4 Gotland. 2019 blev Carl-Johan Stålhammar utsedd till "Årets Syftesdrivna ledare" vid Dagligvarugalan i Stockholm. 2020 var han finalist i Årets Chef, Sverige. 2011 debuterade han som författare med boken "Den som älskar måste lämna allt" hos Nomads förlag.